# 아달베르트 슈티프터
아달베르트 슈티프터(독일어: Adalbert Stifter, 독일어 발음: [á:dalbεrt ˈʃtɪftɐ], 1805년 10월 23일~1868년 1월 28일)는 오스트리아의 소설가이다.
현재 체코의 영토인 보헤미아의 오버플란에서 아마포를 직조하고 판매하는 상인의 아들로 테어났다. 원래는 관리를 지망하여 1826년 빈 대학교에 입학했다. 대학에서 법률을 전공했으나 자연과학에 대한 흥미와 선천적인 화재(畵才)를 살려 가정교사를 하는 한편 그림 공부를 했다. 이후 대학을 중퇴하고 화가가 되고자 하였다. 한편 31세경부터는 소설을 쓰기 시작하였고, 우연한 기회에 단편작품 <콘도르>(1840)가 빈의 잡지에 게재되어 호평을 받음으로써 작자로서의 지위를 굳혔다. 빈에서 니콜라우스 레나우, 프란츠 그릴파르처 등과 친교를 맺었고 그 후 발표된 작품(<수작집>)에는 루트비히 티크와 E. T. A. 호프만의 영향이 강하게 나타나 있다. 그는 자유와 인간의 존엄을 중시하였으나 1848년 3월 혁명의 유혈과 혼란으로 환멸을 느껴 실의 중에 빈을 떠났다. 그 후에 린츠의 장학관이 되어 평생 그곳의 자연을 벗하며 교육·미술비평과 창작을 계속하였다.
단편집 <분테 슈타이네>(얼룩돌) 2권(1853)의 서문에서 “진정으로 위대한 것은 자연의 창조물의 가장 작은 것 속에서 찾아볼 수 있다”고 하였다. 거기에서 그의 미적 세계관, 대자연의 ‘평온한 법칙’이 토로되어 시적 사실주의의 일각(一角)을 지키는 작가인 헤벨의 비난을 반박하여 혁명체험 후의 예술관을 명확히 하고 있다.
장편 <늦여름>(1857)은 괴테를 되새기게 하는 인간형성의 이상상을 묘사한 교양소설이고, 장편 <비티코>(1867)는 정치적 이상상(理想像)을 묘사하는 역사소설이다. 단순하기는 하나 정열을 깊이 간직하며 자연스럽고 완전한 조화를 추구하는 문체는 최대의 자연묘사가임을 입증하고 있다.